# Веррасто, Золтан
Золтан Веррасто (венг. Zoltán Verrasztó; род. 15 марта 1956, Будапешт) — венгерский пловец,чемпион и призёр чемпионатов Европы и мира, призёр летних Олимпийских игр 1980 года в Москве, участник трёх Олимпиад.

## Карьера
Веррасто специализировался в плавании на спине. На летних Олимпийских играх 1972 года в Мюнхене Веррасто выступал в плавании на 100 и 200 метров на спине и плавании на 1500 метров вольным стилем. В первой и последней дисциплинах Веррасто не смог пробиться в финальные заплывы, а во второй занял 7-е место.
На следующей Олимпиаде в Монреале Веррасто представлял свою страну в четырёх видах: плавание на спине на 100 и 200 метров, эстафете 4×200 метров вольным стилем и 400 метров комплексным плаванием. В эстафете Веррасто по какой-то причине не принял участия в соревнованиях. В плавании на спине на 100 метров и комплексном плавании он выбыл из соревнований на предварительной стадии. На дистанции 200 метров занял 8-е место.
На московской Олимпиаде Веррасто снова выступал в четырёх дисциплинах: плавание на спине на 100 и 200 метров, 400 метров комплексным плаванием и комбинированной эстафете 4×100 метров. В плавании на спине на 100 метров Веррасто не попал в финал. В плавании на 200 метров стал серебряным призёром (2:02,40 с), уступив своему соотечественнику Шандору Владару (2:01,93 с) и опередив бронзового призёра, австралийца Марка Керри (2:03,14 с). В комплексном плавании Веррасто стал бронзовым призёром (4:24.24), пропустив вперёд советских пловцов Александра Сидоренко (4:22,89 с) и Сергея Фесенко (4:23,43 с). В комбинированной эстафете сборная Венгрии, в составе которой кроме Веррасто, выступали Янош Джвоняр, Шандор Владар и Габор Месарош, заняла 6-е место с результатом 3:50,29 с.

## Семья
- Сын Давид Веррасто (1988) — пловец, чемпион и призёр чемпионатов Европы, призёр чемпионатов мира, участник трёх Олимпиад.
- Дочь Эвелин Веррасто (1989) — пловчиха, чемпионка и призёр чемпионатов Европы, участница пяти Олимпиад.
- Сестра Габриэла Веррасто (1961) — пловчиха, участница летних Олимпийских игр 1976 года в Монреале.